# Huszthy Péter
Huszthy Péter (Nyáregyháza, 1950. június 25. –) magyar kémikus, egyetemi tanár, professzor emeritus. A Magyar Tudományos Akadémia tagja (levelező: 2013; rendes: 2019).

## Életpályája
1970–1975 között az Eötvös Loránd Tudományegyetem Természettudományi Kar hallgatója volt. 1975–1978 között a Gyógyszerkutató Intézet tudományos segédmunkatársa, 1978–1979 között tudományos munkatársa volt.
1980–1983 között a Budapesti Műszaki és Gazdaságtudományi Egyetem szerves kémiai tanszékén tanársegéd, 1983–1992 között adjuntus volt, 2003–2006 között egyetemi tanár volt. 1986–1987 között, valamint 1988–1990 között és 1991–1993 között a Brigham Young Egyetem vendégtanára és kutatója volt. 1987-ben lett a kémiai tudományok kandidátusa.
1992–1996 között a Magyar Tudományos Akadémia-Budapesti Műszaki és Gazdaságtudományi Egyetem (MTA-BME) Alkaloidkémiai Kutatócsoport tudományos főmunkatársa, 1997–2000 között tudományos tanácsadója volt, 2007-től a kutatócsoport vezetője. 1995-ben a kémiai tudományok doktora lett. 1996-ban habilitált. 1998 óta egyetemi magántanár.
2002-től a Magyar Tudományos Akadémia Szerves és Biomolekuláris Kémiai Tudományos Bizottság tagja. 2004–2010 között a Magyar Tudományos Akadémia közgyűlési képviselője volt.
2013-ban a Magyar Tudományos Akadémia levelező, 2019-ben rendes tagja lett.

## Családja
Szülei Huszthy Jenő és Horváth Gizella voltak. Felesége, Iványi Györgyi. Két gyermeke született: Csaba (1976) és Réka (1977).

## Művei
- Chiral Recognition Via Host-Guest Interactions Detected by Fast-atom Bombardment Mass Spectrometry: Princeples and Limitataions (1997)
- Synthesis of new enantiopure proton-ionizable crown ethers containing a dialkylhydrogenphosphate moiety (2006)
- Synthesis and enantiomeric recognition studies of dialkyl-substituted 18-crown-6 ethers containing an acridine fluorophore unit (2011)
- Szerves kémia I. (2017)

## Díjai
- Árvízvédekezésért díj (1970)
- Széchenyi professzor-ösztöndíj (1997-2000)
- Görög Jenő-díj (2002)[3]
- Zemplén Géza-díj (2006)[3]
- Erdey László-díj (2007)
- Bruckner Győző-díj (2007)[3]
- Ipolyi Arnold-díj (2009)
- Réffy József-díj (2010)
- TDK-emlékplakett (2010)
- Pro Progressio oktatói TDK-díj (2011)
- Mestertanár Aranyérem (OTDK, 2011)[3]
- Jedlik Ányos-díj (2019)[3][4]
- A Magyar Érdemrend tisztikeresztje (2023)[3][5]